# Oásis de Bethânia
Oásis de Bethânia é o trigésimo segundo álbum de estúdio da cantora brasileira Maria Bethânia, lançado em 27 de março de 2012 pela Biscoito Fino. 
O projeto conta com a participação de Lenine, e contém dez faixas. O cantor e compositor Djavan, compôs a faixa "Vive", que foi escrita para Bethânia, na qual ele também participa tocando violão. O álbum ainda contém canções de Paulo César Pinheiro. Antes mesmo do lançamento, o álbum já ocupava a 5ª posição no ranking de vendas do iTunes Store do Brasil. O álbum foi sintetizado pelo Jornal do Brasil, como um retrato da "aridez e miséria nordestinas aliadas ao amor do sertanejo por sua terra"

## Gravação e produção
Oásis prioriza a simplicidade e uma instrumentação enxuta, com faixas que possuem apenas um instrumento fazendo par com a voz de Bethânia (Lágrima). Ela queria arcar com toda a responsabilidade. Seu sejo era fazer algo solitário, expressar-se só. Durante a coletiva de imprensa, Bethânia disse que "queria, antes de tudo, que fosse muito nu. Eu queria que fosse voz e um instrumento. Se eu pudesse, se eu soubesse tocar, faria eu tocando e cantando. Se fosse cantora, o faria a capela, total". Além disso, a cantora convocou instrumentistas da "nova geração", como Hamilton, André Mehmari, Vítor Gonçalves. O violonista Yamandu Costa, foi convidado, mas, devido a desencontros na agenda, não pode participar das gravações. Segundo a cantora, "o Brasil tem apresentado uma geração de extraordinários músicos, queria estar perto deles de algum modo. Como sou muito intérprete, mais do que cantora, era um sonho que não sabia se poderia realizar. Tive a alegria de eles se interessarem. E vieram lindos, amorosos. O resultado saiu como eu queria".
Sobre a criação artística e novidade estética presentes neste álbum, a cantora diz que sempre busca novas sonoridades, e que o resultado de Oásis, lembra a sonoridade que ela alcançou com Ciclo (1983). O álbum contém características da música portuguesa. A faixa "Fado", bem como a interpretação de "Não Sei Quantas Almas Tenho", de Fernando Pessoa, é uma homenagem a Portugal. Na primeira, a guitarra portuguesa é substituída pela viola caipira. Segundo Bethânia, toda as vezes que ela ouvia brasileiros gravando fado com guitarras portuguesa, não gostava da sonoridade, "não temos intimidade com o instrumento, mas o resultado não é como quando ouço Amália", conta. Para a cantora, a viola caipira "trouxe uma leitura brasileira linda, de raiz, de força, que corresponde ao brilho da guitarra portuguesa. Não é imitando, não é fingindo, é nitidamente a viola caipira tocando o fado, e acho que tem tudo a ver com a nossa história de colonialismo", conclui.
O nome do álbum, "Oásis de Bethânia", foi inspirado em um texto da própria cantora. Para ela, seu "oásis", é o sertão brasileiro, "onde não tem nada, não tem água, então falta tudo, a vida é seca. É uma condição limite que Deus coloca e, para mim, isso é como se fosse uma fonte, uma nascente muito pura. Para eu não me perder, tenho sempre de lembrar que existe esse lugar no meu país". A capa é um retrato feito por Gringo Cardia do sertão de Alagoas, numa paisagem árida.

### Composição
A canção "O Velho Francisco (Lenda Viva)", composta por Chico Buarque, tem arranjos de Lenine - que também toca violão -, e foi produzida com o objetivo de ter mais "pegada", do que a versão original. Maria Bethânia queria que a faixa possuísse uma potência e um peso nas palavras, "que doessem mais", além da força rítmica do violão. O nome do cantor e compositor pernambucano, foi uma indicação do cearense Jorge Helder, que toca baixo na faixa, e ainda participa de "Vive" e "Carta de Amor". Diferente dos demais álbuns de sua discografia, Oásis, não possui nenhuma canção de Caetano Veloso, questionada sobre a ausência de seu irmão, Bethânia explica que "na primeira lista que fiz, ele estava incluído com uma canção estranhíssima, que fez em 1967 para mim, a partir de um poema de Sá de Miranda. Mas depois percebi que a música estava sobrando no repertório. Mas vou levar para o show". O demo de "Salmo", interpretada por Amélia Rabello e por Raphael Rabello - um dos compositores da faixa -,continha violão, que foi retirado por Bethânia, e substituido pelo piano de André Mehmari.
A primeira canção escolhida para o álbum foi "Lágrima", de Cândido das Neves. Ela já ouviu a faixa anteriormente com Orlando Silva, inclusive, já interpretou a canção, mas, até o momento, nunca havia pensando em gravá-la. Assim que decidiu gravar, teve a certeza de que o Hamilton de Holanda deveria acompanhá-la, pelo estilo e harmonia. "Carta de Amor", foi escrita por Maria Bethânia. É a primeira vez que ela decide gravar um texto seu. Fora escrito em 2011, "aí pensei: 'preciso também de dizer essas palavras'. Não sei se é bom, se é mau, se é bonito, se é feio. Mas me deu vontade e eu fiz". A faixa foi musicada por Paulo César Pinheiro. Apesar de nunca ter, até o momento, publicado algum texto seu, Bethânia diz que é uma pessoa que escreve muito. "Passo fins de semana escrevendo. Mas, costumo queimar tudo que registro. Para mim, isso é purificador. Porém, escrevi o texto, gostei e vi que precisava dizer aquelas palavras".

## Recepção da crítica
| Críticas profissionais | Críticas profissionais |
| Avaliações da crítica  | Avaliações da crítica  |
| Fonte                  | Avaliação              |
| ---------------------- | ---------------------- |
| O Estado de S. Paulo   | Positiva               |
| Yahoo! (Ultrapop)      | Positiva               |
| Billboard Brasil       | Positiva               |
| Notas Musicais         | 4 de 5 estrelas.       |

O jornal O Estado de S. Paulo, compara o último trabalho de Gal Costa (Recanto), lançado ano passado, com o de Bethânia, uma tendo como o mentor Caetano Veloso e outra Chico Buarque. Para esse, cada faixa possui algo peculiar e a intérprete mexe seu baú e tira um poema de Fernando Pessoa, faixas ineditas (de Djavan, Jota Velloso, Marino Pinto e Paulo Soledade), destacando "três canções preciosas" do baiano Roque Ferreira. "'Casablanca' é dolente, nostálgica, bela como Fado, naturalmente melancólica, com o arranjador Jaime Alem tocando violão e violas". Por fim, o jornal diz que "Oásis continua com cheiro de Brasileirinho (2003). Na concepção talvez, mas não na sonoridade. Bethânia muda para continuar a mesma. Sóbria, sutil e convicta, com a personalidade intacta".
Pedro Sanches, do blog Ultratop (Yahoo!), diz que "atrás do nome inofensivo, oculta-se talvez o mais monumental canto de ódio da história da música brasileira", e ironiza a faixa mais extensa do álbum, levando o questionamento "Amor? Só se for no registro do sarcasmo", dando destaque aos trechos da faixa: "'Não mexe comigo/ que eu não ando só", diz o refrão mais constante, cantado por ela em falsete fantasmagórico. 'Não ando no breu/ nem ando na treva/ é por onde eu vou que o santo me leva." "Eu não provo do teu fel/ eu não piso no teu chão/ e para onde você for/ não leva meu nome, não." "O que é teu já tá guardado/ não sou que vou lhe dar'". Para ele, "há uma dimensão trágica por trás dessa rabugice por vezes quase simpática", a cantor "finge, o tempo todo, a felicidade, a bondade, a magnanimidade, o espírito otimista por cima de tudo, quando muito fossa e tristeza resignadas". A Billboard Brasil chama a faixa "Barulho" de "dramática", e elogia a "abelha rainha", dizendo que a mesma não possui "ouvintes", mas, sim "crentes".

## Divulgação e turnê
A divulgação do álbum, ocorrerá nas redes sociais. Maria Bethânia, porém, diz que não aderiu ao "ciberespaço", "não sei nada disso, estou por fora de todos os nomes. Sei que vocês estarem aqui para me ouvir é coisa do século XVIII, coisa antiquíssima. Eu me sinto assim. Quando me falaram que era legal lançar o disco na Internet primeiro, achei maravilhoso. Mas disse que não era para contar comigo. O que sei é sentar e conversar com as pessoas”, afirma. A partir de 28 de março de 2012, a gravadora disponibilizou um aplicativo para os produtos Apple (iPhone, iPod e iPad), com fotos, discografia e informações sobre o álbum. Além disso, ainda existe a "Rádio Maria Bethânia", ferramenta que contém todas as músicas gravadas pela cantora e links para o iTunes e as redes sociais.
A turnê de Oásis de Bethânia, intitulada "Carta de Amor", iniciou em 18 e 19 de novembro de 2012, com uma apresentação no Vivo Rio, na cidade do Rio de Janeiro, conforme programado e anunciado pela própria artista. A estreia das apresentações aconteceu, pois, segundo a cantora, era necessário pensar no formato do espetáculo, devido ao estilo intimista do álbum. Entretanto, ela havia adiantado que incluiria no repertório das apresentações uma canção inedita de Caetano Veloso, composta em 1967, sobre um poema de Sá de Miranda, que ficou fora do álbum. "É uma das coisas que mais gosto de cantar no privado, na minha vida. E isso tem tudo a ver com o disco", revela. Porém, em 8 e 12 de maio de 2012, a cantora tem duas apresentações em Portugal. Uma no Coliseu do Porto e outra no Centro de Arte e Espetáculos da Figueira da Foz, respetivamente, onde interpretará canções de Chico Buarque.
| Data                   | Cidade         | Estado            | País   | Local                      |
| ---------------------- | -------------- | ----------------- | ------ | -------------------------- |
| América do Sul         |                |                   |        |                            |
| 18 de novembro de 2011 | Rio de Janeiro | Rio de Janeiro    | Brasil | Vivo Rio                   |
| 19 de novembro de 2012 | Rio de Janeiro | Rio de Janeiro    | Brasil | Vivo Rio                   |
| 22 de novembro de 2012 | Porto Alegre   | Rio Grande do Sul | Brasil | Teatro do Sesi             |
| 23 de novembro de 2012 | Porto Alegre   | Rio Grande do Sul | Brasil | Teatro do Sesi             |
| 1 de dezembro de 2012  | Salvador       | Bahia             | Brasil | Teatro Castro Alves        |
| 2 de dezembro de 2012  | Salvador       | Bahia             | Brasil | Teatro Castro Alves        |
| 7 de dezembro de 2012  | Belo Horizonte | Minas Gerais      | Brasil | Palácio das Artes          |
| 8 de dezembro de 2012  | Belo Horizonte | Minas Gerais      | Brasil | Palácio das Artes          |
| 14 de dezembro de 2012 | Fortaleza      | Ceará             | Brasil | Centro de Eventos do Ceará |
| 20 de janeiro de 2013  | Maceió         | Alagoas           | Brasil | Teatro Gustavo Leite       |
| 23 de janeiro de 2013  | Aracaju        | Sergipe           | Brasil | Teatro Tobias Barreto      |
| 25 de janeiro de 2013  | Recife         | Pernambuco        | Brasil | Teatro Guararapes          |
| 29 de março de 2013    | São Paulo      | São Paulo         | Brasil | HSBC Brasil                |
| 30 de março de 2013    | São Paulo      | São Paulo         | Brasil | HSBC Brasil                |
| 31 de março de 2013    | São Paulo      | São Paulo         | Brasil | HSBC Brasil                |
| 12 de abril de 2013    | Rio de Janeiro | Rio de Janeiro    | Brasil | Vivo Rio                   |
| 13 de abril de 2013    | Rio de Janeiro | Rio de Janeiro    | Brasil | Vivo Rio                   |
| 14 de abril de 2013    | Rio de Janeiro | Rio de Janeiro    | Brasil | Vivo Rio                   |
| 24 de abril de 2013    | Florianópolis  | Santa Catarina    | Brasil | Teatro Ademir Rosa         |
| 27 de abril de 2013    | Curitiba       | Paraná            | Brasil | Teatro Guaíra              |

## Lista de faixas
| N.º            | Título                                                    | Compositor(es)                                                                 | Duração |  |
| 1.             | "Lágrima"                                                 | Hamilton de Holanda, Cândido das Neves (Índio)                                 | 4:03    |  |
| 2.             | "O Velho Francisco (Lenda Viva)" (participação de Lenine) | Chico Buarque                                                                  | 3:23    |  |
| 3.             | "Vive"                                                    | Djavan Viana                                                                   | 5:06    |  |
| 4.             | "Casablanca"                                              | Roque Ferreira                                                                 | 3:47    |  |
| 5.             | "Calmaria (Não Sei Quantas Almas Tenho)"                  | J. Veloso                                                                      | 3:02    |  |
| 6.             | "Fado"                                                    | Roque Ferreira                                                                 | 2:25    |  |
| 7.             | "Barulho"                                                 | Roque Ferreira                                                                 | 2:25    |  |
| 8.             | "Lágrima (Citação)/Calúnia"                               | Sebastião Nunes, Garcia Jr., Jackson do Pandeiro, Marino Pinto, Paulo Soledade | 2:14    |  |
| 9.             | "Carta de Amor"                                           | Bethânia, Paulo César Pinheiro                                                 | 7:03    |  |
| 10.            | "Salmo"                                                   | Rafael Rabelo, Paulo César Pinheiro                                            | 6:08    |  |
| Duração total: | Duração total:                                            | Duração total:                                                                 | 39:23   |  |

## Ficha técnica
Instrumentos musicais
- André Mehmari (piano)[4]
- Jorge Helder (baixo)[4]
- Hamilton de Holanda (bandolim)[4]
- Maurício Carrilho (violino)[4]

## Histórico de lançamentos
| País           | Data                | Formato            | Gravadora     |
| -------------- | ------------------- | ------------------ | ------------- |
| Brasil         | 27 de março de 2012 | Download digital   | Biscoito Fino |
| Estados Unidos | 27 de março de 2012 | Download digital   | Biscoito Fino |
| Brasil         | 1 de abril de 2012  | CD, disco de vinil | Biscoito Fino |